# セム・ヴェステルフェルト
セム・ヴェステルフェルト（Sem Westerveld、2002年7月18日 - ）は、スペイン・バスク州サン・セバスティアン出身のオランダ人サッカー選手。AZアルクマール所属。ポジションはGK。
父親は元オランダ代表のサンデル・ヴェステルフェルト。

## クラブ経歴
2021年1月4日、エールステ・ディヴィジのローダJC戦にて、ヨングAZでの初出場を記録すると、同年6月18日、AZアルクマールと自身初のプロ契約を交わした。

## 人物
- 父がレアル・ソシエダでプレーしていた2002年に、サン・セバスティアンで生まれた。